# Шабровський
Шабро́вський (рос. Шабровский) — селище у складі Єкатеринбурзького міського округу Свердловської області.
Населення — 4526 осіб (2010, 3933 у 2002).
До 12 жовтня 2004 року селище мало статус селища міського типу.